# Sant Isidre i Sant Serni de Cabó Nou
Sant Isidre i Sant Serni de Cabó Nou és una obra del municipi de Cabó (Alt Urgell) protegida com a bé cultural d'interès local.

## Descripció
Es tracta d'un edifici religiós de recent construcció i que substitueix a l'antiga parròquia romànica de Sant Serni de Cabó. L'església, d'estil neoromànic, és d'una nau coberta amb volta de canó i amb teulada a doble vessant. A la façana principal s'obre la porta d'arc de mig punt amb quatre arcades en degradació i, tota la porta, està emmarcada per un rectangle rematat en una cornisa; per sobre hi ha una petita rosassa. Al costat s'aixeca el campanar que és una torre de quatre pisos, l'últim amb finestres geminades d'arc de mig punt, i cobert amb teulada a quatre vessants. El parament és de pedres irregulars excepte les pedres cantoneres que són carreus regular.

## Història
L'església parroquial de Sant Serni de Cabó Nou es troba als afores del nucli de Cabó. L'església es va construir l'any 1950, ja que l'antiga església romànica quedava massa allunyada de la població.
La notícia més antiga de l'existència de la parròquia de Cabó es troba a l'acta de consagració de la catedral de la Seu d'Urgell datada al segle x.
L'any 1017 en una venda de terreny s'esmenta la parròquia de Cabó. El primer esment explícit d'una església dedicada a Sant Serni de Cabó no arriba fins a l'any 1391, en el recull de la dècima del deganat de l'Urgellet.
L'església romànica de Sant Serni de Cabó, que va experimentar una sèrie de reformes entre els segles xvii i XVIII que van modificar la seva orientació, va funcionar com l'església parroquial de Cabó fins ben entrat el segle xx.
L'any 1950 s'inaugurava la nova església parroquial. El promotor de l'obra va ser mossèn Josep Alòs i Puyol, qui hauria recollit l'interès dels seus parroquians per construir un temple més pròxim i més avinent a la població.
Cap a 1960 fou encarregada l'execució d'un programa decoratiu a l'absis de l'església al pintor de Xera Pere Falcó i Golondrina, autor també de les pintures de l'església de Llagostera.